# Markthalle (Châtillon-sur-Chalaronne)

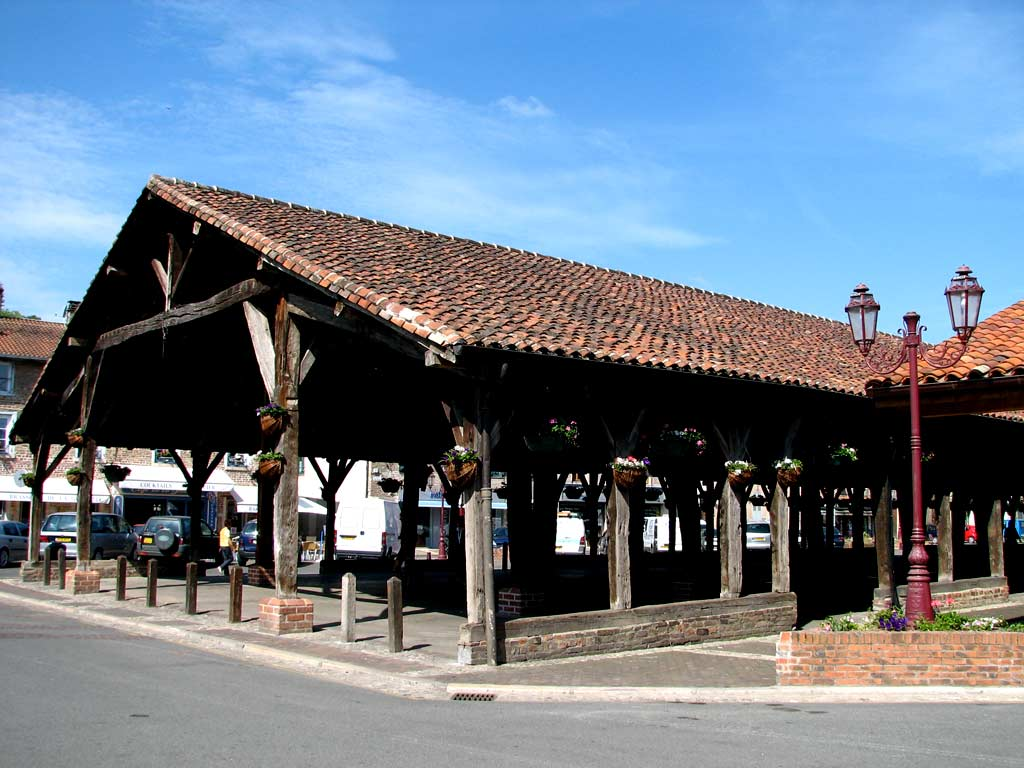
Markthalle in Châtillon-sur-Chalaronne

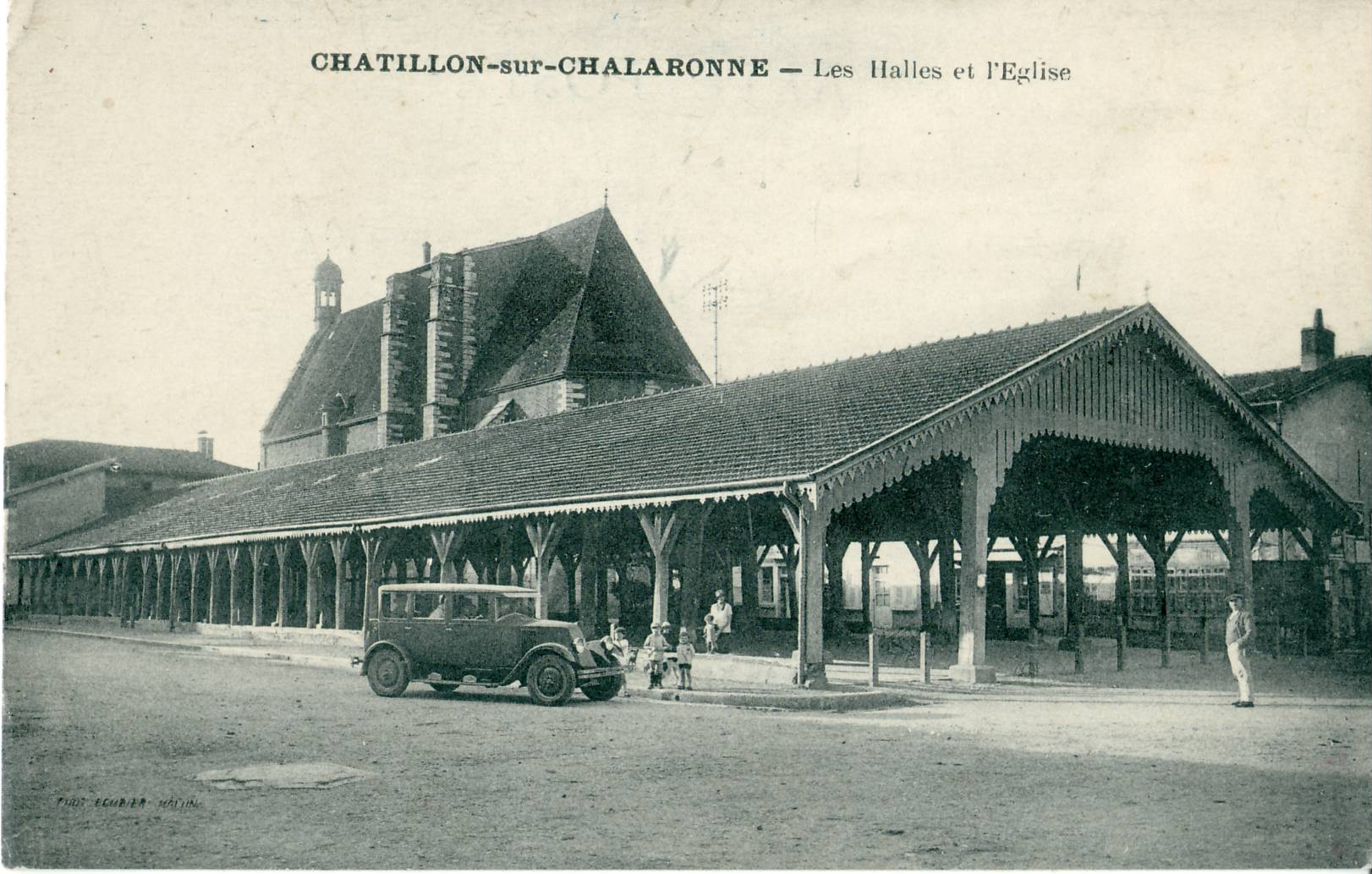
Markthalle und Kirche auf einer alten Ansichtskarte

Die Markthalle in Châtillon-sur-Chalaronne, einer französischen Gemeinde im Département Ain in der Region Auvergne-Rhône-Alpes, wurde 1440 errichtet. Die Markthalle an der Place de la Halle steht seit 1988 als Monument historique auf der Liste der Baudenkmäler in Frankreich.
Die Markthalle wurde nach einem Brand im Jahr 1670 ab 1672 wiedererrichtet. Die Halle wird von 89 Holzpfeilern getragen. Zwischen 1898 und 1900 wurden das Dach und der Boden erneuert.